# Old Ramon
Old Ramon è il sesto e ultimo album in studio del gruppo musicale statunitense Red House Painters, pubblicato nel 2001.

## Tracce
Testi e musiche di Mark Kozelek.
1. Wop-a-Din-Din – 5:37
2. Byrd Joel – 6:26
3. Void – 9:34
4. Between Days – 8:35
5. Cruiser – 8:39
6. Michigan – 4:50
7. River – 11:21
8. Smokey – 6:55
9. Golden – 3:53
10. Kavita – 6:05